# Стрит (лунный кратер)
Кратер Стрит (лат. Street) — крупный древний ударный кратер в южном полушарии видимой стороны Луны, находящийся несколько южнее хорошо заметного кратера Тихо. Название присвоено в честь английского астронома Томаса Стрита (1621—1689) и утверждено Международным астрономическим союзом в 1935 г. Образование кратера относится к нектарскому периоду.

## Описание кратера

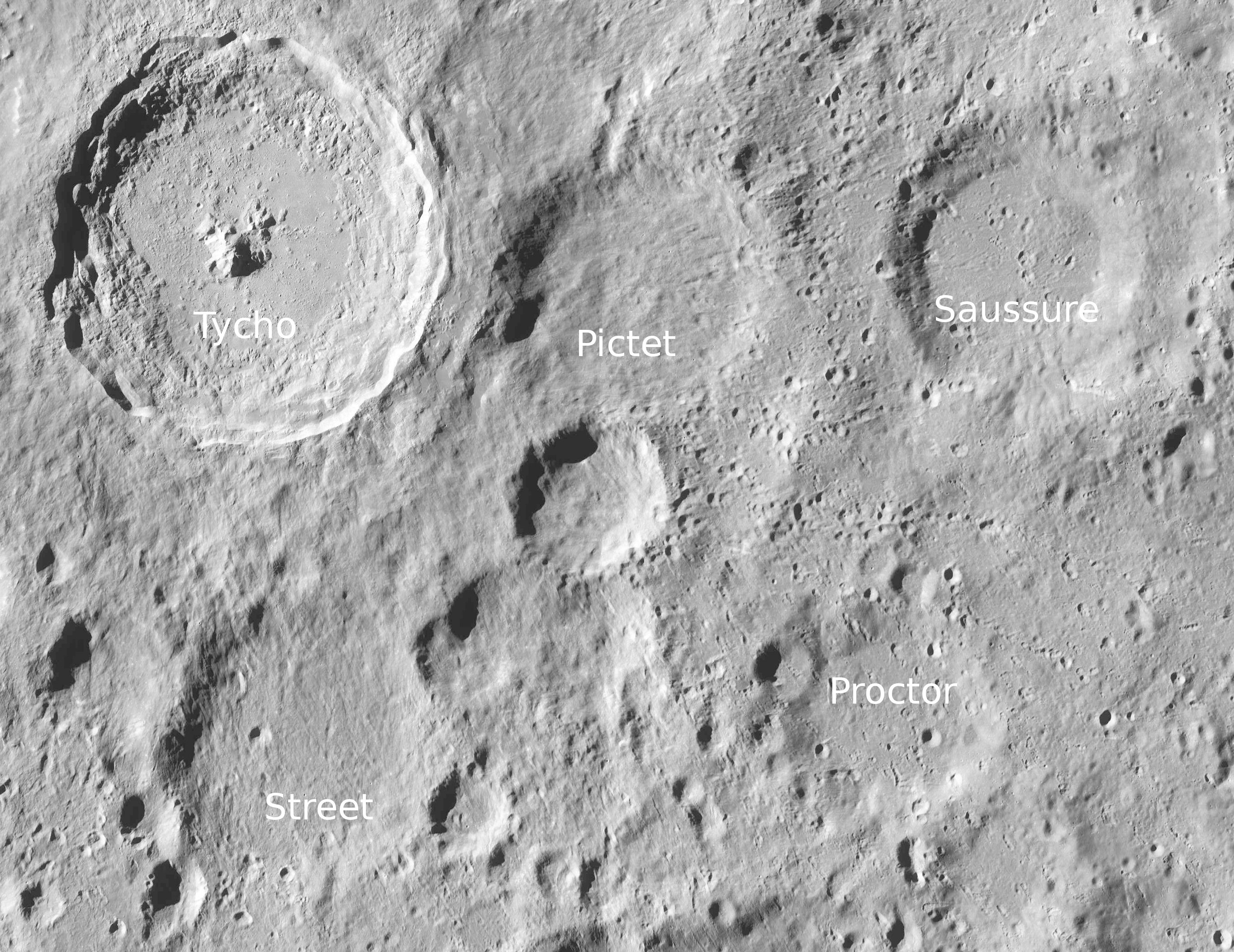
Окрестности кратера Стрит. Снимок зонда Lunar Reconnaissance Orbiter.

Ближайшими соседями кратера Стрит являются кратер Браун на западе; кратер Тихо на севере; кратер Пикте на северо-востоке; кратер Проктор на востоке; кратер Маджини на юго-востоке и кратер Лонгомонтан на юго-западе. Селенографические координаты центра кратера 46°35′ ю. ш. 10°44′ з. д. / 46,58° ю. ш. 10,74° з. д., диаметр 58,5 км, глубина 2670 м.
Кратер Стрит имеет полигональную форму, значительно разрушен и перекрыт породами выброшенными при образовании кратера Тихо. Вал сглажен и отмечен множеством мелких кратеров, к юго-западной части вала примыкают сателлитные кратеры Стрит B и Стрит E, к северо-восточной – Пикте D, к юго-восточной – Стрит A. Северная часть вала практически сравнялась с окружающей местностью. Дно чаши пересеченное, без приметных структур за исключением маленького кратера в северо-западной части.
Кратер Стрит включен в список кратеров с темными радиальными полосами на внутреннем склоне Ассоциации лунной и планетарной астрономии (ALPO).

## Сателлитные кратеры
| Стрит | Координаты                                            | Диаметр, км |
| ----- | ----------------------------------------------------- | ----------- |
| A     | 47°01′ ю. ш. 9°05′ з. д. / 47,02° ю. ш. 9,08° з. д.   | 16,8        |
| B     | 47°03′ ю. ш. 12°09′ з. д. / 47,05° ю. ш. 12,15° з. д. | 12,9        |
| C     | 48°25′ ю. ш. 15°26′ з. д. / 48,42° ю. ш. 15,44° з. д. | 13,1        |
| D     | 48°53′ ю. ш. 12°44′ з. д. / 48,88° ю. ш. 12,73° з. д. | 10,1        |
| E     | 47°29′ ю. ш. 11°53′ з. д. / 47,48° ю. ш. 11,89° з. д. | 12,1        |
| F     | 48°15′ ю. ш. 16°43′ з. д. / 48,25° ю. ш. 16,72° з. д. | 7,4         |
| G     | 46°41′ ю. ш. 15°08′ з. д. / 46,69° ю. ш. 15,13° з. д. | 10,3        |
| H     | 48°23′ ю. ш. 12°15′ з. д. / 48,38° ю. ш. 12,25° з. д. | 27,8        |
| J     | 48°44′ ю. ш. 13°42′ з. д. / 48,74° ю. ш. 13,7° з. д.  | 6,1         |
| K     | 47°34′ ю. ш. 13°11′ з. д. / 47,56° ю. ш. 13,18° з. д. | 8,1         |
| L     | 50°44′ ю. ш. 13°37′ з. д. / 50,74° ю. ш. 13,61° з. д. | 7,8         |
| M     | 47°49′ ю. ш. 14°35′ з. д. / 47,82° ю. ш. 14,58° з. д. | 48,2        |
| N     | 48°17′ ю. ш. 10°20′ з. д. / 48,29° ю. ш. 10,34° з. д. | 5,0         |
| P     | 45°38′ ю. ш. 11°59′ з. д. / 45,63° ю. ш. 11,98° з. д. | 5,6         |
| R     | 49°10′ ю. ш. 14°37′ з. д. / 49,16° ю. ш. 14,61° з. д. | 4,9         |
| S     | 48°59′ ю. ш. 14°50′ з. д. / 48,99° ю. ш. 14,83° з. д. | 3,6         |
| T     | 49°17′ ю. ш. 15°13′ з. д. / 49,29° ю. ш. 15,21° з. д. | 8,7         |

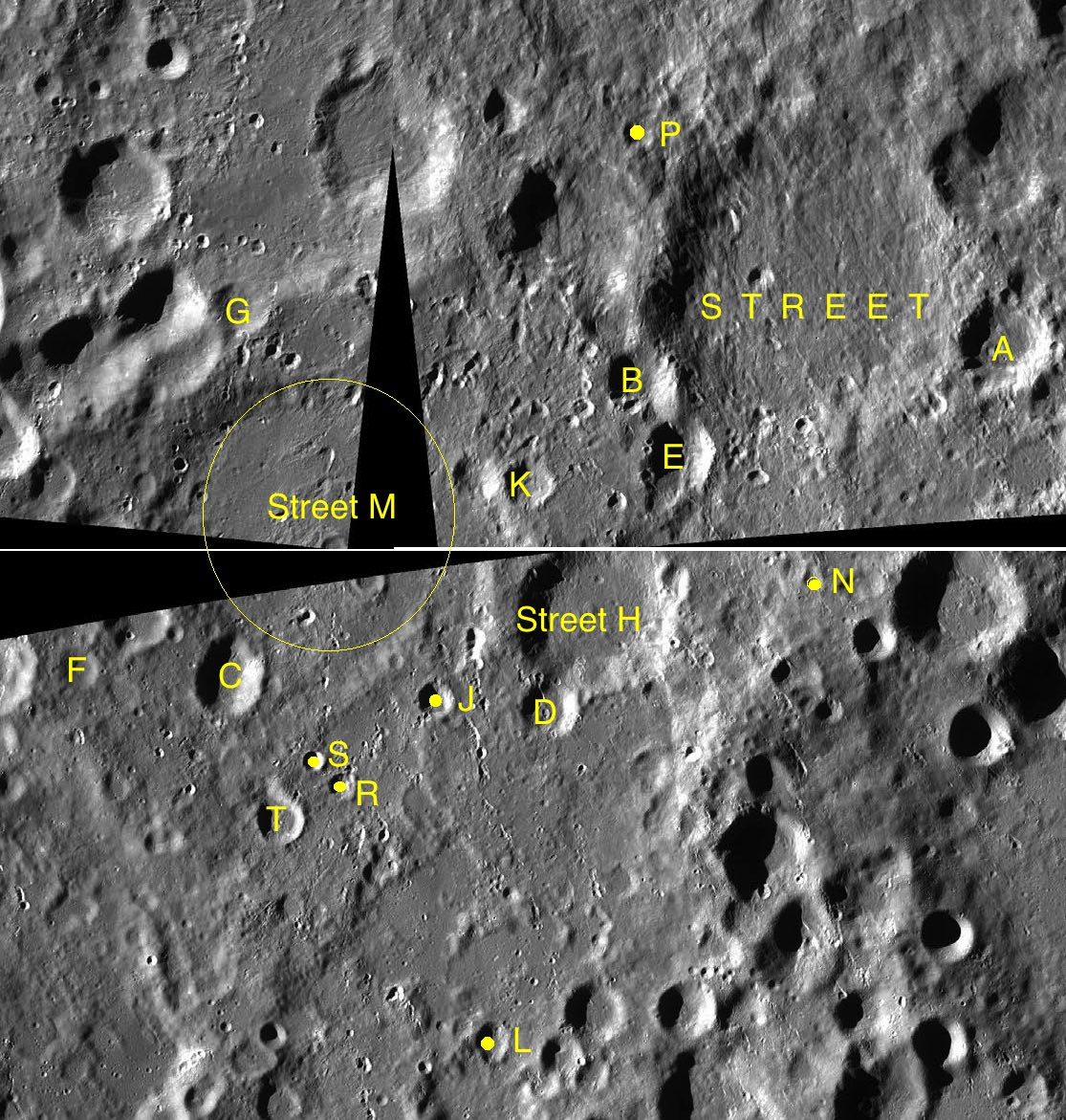
Фрагменты карт LAC-111, LAC-112, LAC-126.

- В юго-восточной части чаши сателлитного кратера Стрит M находится концентрический кратер.

## См.также
- Список кратеров на Луне
- Лунный кратер
- Морфологический каталог кратеров Луны
- Планетная номенклатура
- Селенография
- Минералогия Луны
- Геология Луны
- Поздняя тяжёлая бомбардировка